# Wojna celna między Polską a Niemcami

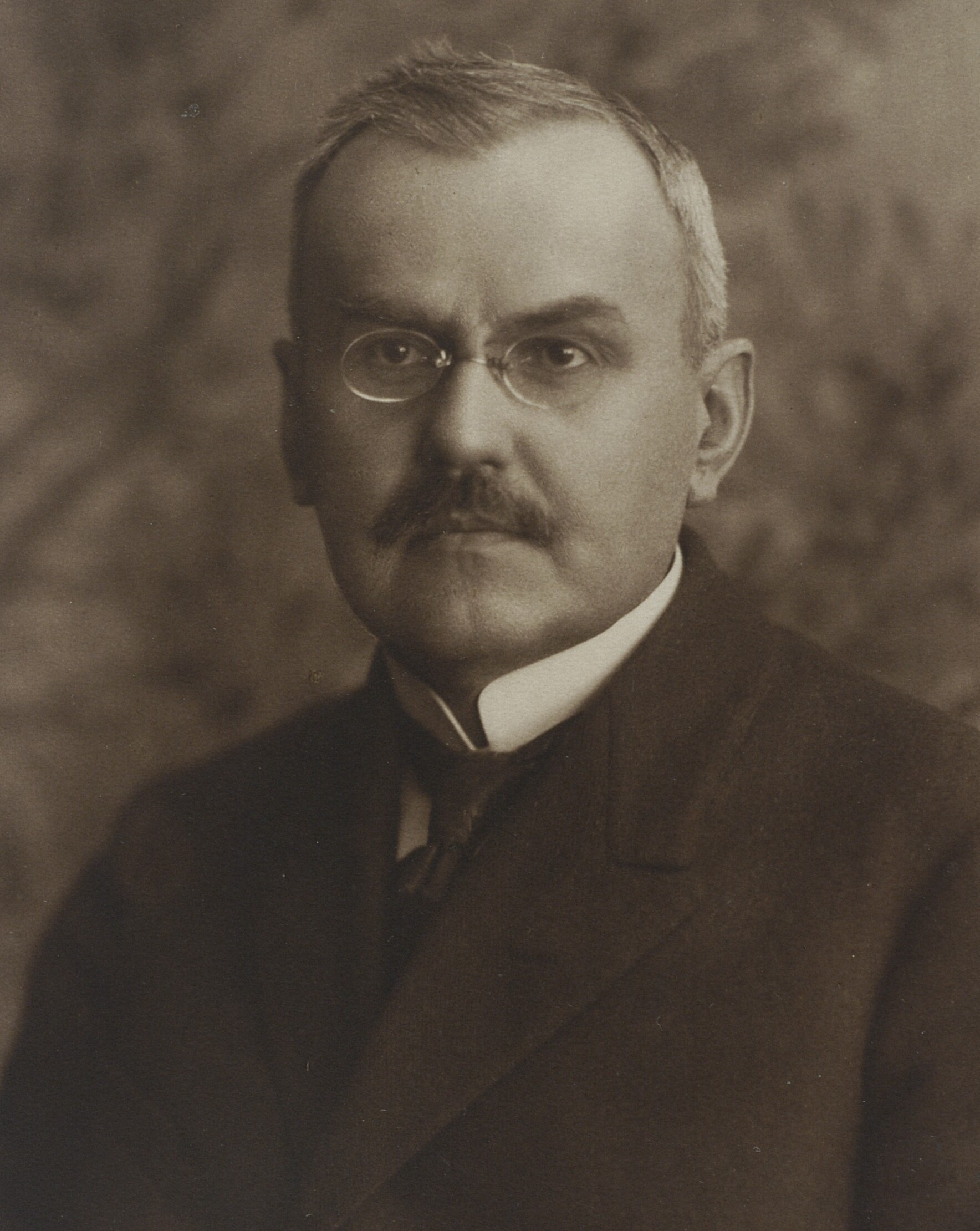
Władysław Grabski, premier RP

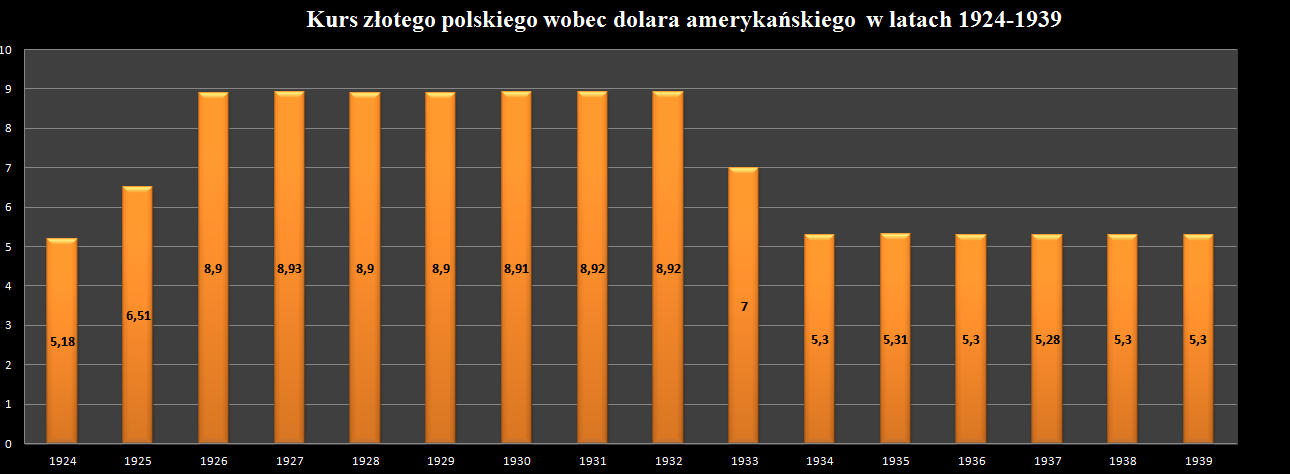
Kurs złotego polskiego względem dolara amerykańskiego w latach 1924–1939

Wojna celna polsko-niemiecka 1925–1934 – wojna celna wywołana przez Niemcy, mająca na celu załamanie gospodarki Rzeczypospolitej Polskiej i wymuszenie zmian terytorialnych.

## Tło
Do połowy lat 1920. handel z Niemcami stanowił blisko połowę wolumenu polskiego handlu zagranicznego, przy czym Niemcy były odbiorcą blisko 80% wydobywanego w Polsce węgla. Jednocześnie eksport do Polski stanowił zaledwie 10 proc. niemieckiego eksportu.
Stosunki polityczne pomiędzy oboma państwami utrzymywały się w stanie nieustannego napięcia na tle rozbieżności interesów, w szczególności sporu terytorialnego o Pomorze polskie i Wolne Miasto Gdańsk.

## Wojna celna
W styczniu 1925 wygasła nałożona na Niemcy w traktacie wersalskim klauzula najwyższego uprzywilejowania wobec towarów z państw Ententy, w tym z Polski. W czerwcu zakończyło się zwolnienie z cła produktów z województwa śląskiego, głównie wydobywanego tam węgla kamiennego, które regulowała konwencja genewska o Górnym Śląsku z 1922 r.
W związku z powyższym w połowie 1925 roku niemiecki rząd Hansa Luthera wystosowała do Polski szereg roszczeń polityczno-ekonomicznych takich jak m.in. zniżki celne na towary importowane z Niemiec, a także zmiany terytorialne. Rząd Władysława Grabskiego stanowczo odrzucił te roszczenia, co zaowocowało jednostronnym wstrzymaniem przez Niemcy importu polskiego węgla z województwa śląskiego, podniesieniem cła na polskie produkty oraz ustanowieniem embarga na część towarów. W odpowiedzi polski rząd podwyższył cła na towary importowane z Niemiec i wprowadził zakaz importu z Niemiec wielu produktów.
Wartość towarów objętych zakazami przywozu do Niemiec stanowiła 57% dotychczasowego eksportu Polski do tego kraju i aż 27% całego eksportu Polski. Oznaczało to jednak zaledwie 3% całego importu niemieckiego. Z kolei zakazy polskie dotknęły 47% niemieckiego wywozu do Polski, ale wywóz ten stanowił tylko 3% ogólnego eksportu Rzeszy i 16% całości importu Polski.

## Bezpośrednie konsekwencje
Górnictwo polskie dotkliwie odczuło zamknięcie rynku niemieckiego. Eksport węgla, który w 1924 r. wynosił 11,5 mln ton obniżył się w roku 1925 do 8,2 mln. Szereg kopalń zostało zamkniętych, co spowodowało 20-proc. spadek produkcji przemysłowej oraz wzrost bezrobocia w woj. śląskim.
Jednocześnie spadek wartości złotego z 6,2 do 6,9 zł/USD oraz konflikt pomiędzy premierem Grabskim a prezesem Banku Polskiego Stanisławem Karpińskim w zakresie reakcji na tę dewaluację (premier oczekiwał polityki powstrzymywania dalszego spadku wartości, z czym prezes Karpiński się nie zgadzał) doprowadził w listopadzie 1925 r. do dymisji drugiego rządu Władysława Grabskiego.
Kryzys był jedną z przyczyn fali strajków i protestów w Polsce, które doprowadziły do przewrotu majowego w 1926 roku.

## Polska reakcja i przejęcie rynków skandynawskich od Wielkiej Brytanii
Szansę dla polskiej gospodarki, przede wszystkim dla Ogólnopolskiej Konwencji Węglowej, przyniósł strajk generalny w Wielkiej Brytanii w maju 1926 roku. Strajk sparaliżował wydobycie węgla w Wielkiej Brytanii, a co za tym idzie zahamował jego eksport, przede wszystkim do krajów skandynawskich. Polski przemysł węglowy w poważnym stopniu wykorzystał szansę. Węgiel polski zaczął w coraz większych ilościach docierać na rynki skandynawskie.
W 1925 r. Wielka Brytania wyeksportowała do Szwecji 2884 tys. ton węgla, co stanowiło 78,4% ogólnego importu Szwecji, podczas gdy Polska dostarczyła zaledwie 113 tys. ton, tj. 3% przywozu. W 1928 roku Anglia, eksportując 1547 tys. ton węgla zapewniała już tylko 37,8% importu węgla do Szwecji, natomiast udział Polski zwiększył się do 35,2%, co w wielkościach absolutnych wyniosło 1438 tys. ton węgla.
Istotną rolę w zwiększeniu polskiego eksportu na kierunku skandynawskim miały inwestycje infrastrukturalne w port w Gdyni oraz kolejową magistralę węglową łączącą województwo śląskie z portami na Pomorzu, a także współpraca w polityce gospodarczej ministra skarbu Jerzego Zdziechowskiego oraz prezesa Banku Polskiego Stanisława Karpińskiego, która doprowadziła do kontrolowanej dewaluacji złotego do poziomu ok. 8,90 zł/USD wzmacniając pozycję eksportową Polski.
Wpływ na zmianę sytuacji miał wielki kryzys finansowy, a przede wszystkim reakcje rządów na ten kryzys. Zmiana sytuacji politycznej w Polsce związana z zamachem majowym doprowadziła do rządów sanacji. Ta jeszcze w 1927 zadeklarowała respektowanie zasad Klubu Złotej Waluty i trzymały się tej zasady przez kolejne lata, aż do 1939 roku. Tymczasem rząd brytyjski zdecydował się na porzucenia standardu złota we wrześniu 1931 roku, co spowodowało dewaluację funta szterlinga, a eksport brytyjski uzyskał premię, która istotnie wpłynęła na obniżkę cen węgla na rynkach. Rozejście się polityki monetarnej Polski (wzmocnienie złotówki) i Wielkiej Brytanii (osłabienie funta) spowodowało spadek opłacalności polskiego eksportu.

## Próby zakończenia konfliktu
Po zamachu majowym podejmowano próby zakończenia konfliktu, jednak strona niemiecka odmawiała kontaktów ze względu na „problemy graniczne” (Górny Śląsk, Pomorze i Gdańsk) w grudniu 1927 roku Józef Piłsudski bezskutecznie spotkał się w Genewie z niemieckim ministrem spraw zagranicznych Gustavem Stresemannem. Dla Niemiec stan wojny celnej był mniej szkodliwy gospodarczo niż dla Polski, a przynosił wiele korzyści politycznych, destabilizując sytuację społeczną w Polsce.
31 października 1929 roku podpisano umowę likwidacyjną, w której Polska i Niemcy zrezygnowały z roszczeń finansowych związanych z I wojną światową. Odprężenie związane z tą umową umożliwiło zawarcie 17 marca 1930 roku umowy dotyczącej kontyngentów importowych, jednak ta druga umowa nie została ratyfikowana przez żadną ze stron.
Do znaczącej poprawy stosunków doszło po dojściu do władzy w Niemczech Adolfa Hitlera, który uznał porozumienie z Polską za drogę dla stabilizacji swoich rządów. Efektem odprężenia było zawarcie 26 stycznia 1934 roku w Berlinie deklaracji dwustronnej o niestosowaniu przemocy, a 7 marca tego samego roku podpisano protokół o zakończeniu wojny gospodarczej.